# Socotrabolbus canui
Socotrabolbus canui là một loài bọ cánh cứng trong họ Geotrupidae. Loài này được Cambefort miêu tả khoa học năm 1998.